# 轮廓号
轮廓号(CONTOUR)，全称慧核之旅(The Comet Nucleus Tour)是一艘美国宇航局发现级太空探测器，2002年7月发射后不久失败。原定目标为近距离飞越两颗彗星核，并有可能飞越第三颗已知或尚未发现的彗星。
该探测器计划探访的两颗彗星分别是恩克和施瓦斯曼-瓦赫曼3号，第三颗目标彗星是德亚瑞司特。2006年至2008年期间曾希望在内太阳系中发现一颗新彗星，如一旦出现这种可能，探测器将会立即转变轨道，与新彗星会合。探测目标包括以高达4米(13英尺)的分辨率对慧核成像，以100米(330英尺)的分辨率对慧核进行光谱测绘，并获得取慧核附近气体和尘埃的详细成分数据，以提高对慧核特征的认识。
2002年8月15日，在固体火箭发动机点火将探测器送入日心轨道后，地面控制中心就与探测器失去了联系。后来，地面望远镜沿探测器飞行轨迹发现了三个物体，由此推测该探测器已经解体。2002年12月20日结束了与探测器的联系。因此，轮廓号没能完成其主要科学目标，但也验证明了一些航天技术，例如应用物理实验室开发的非相干航天器导航技术，后来使用在新视野号探测器上。

## 航天器

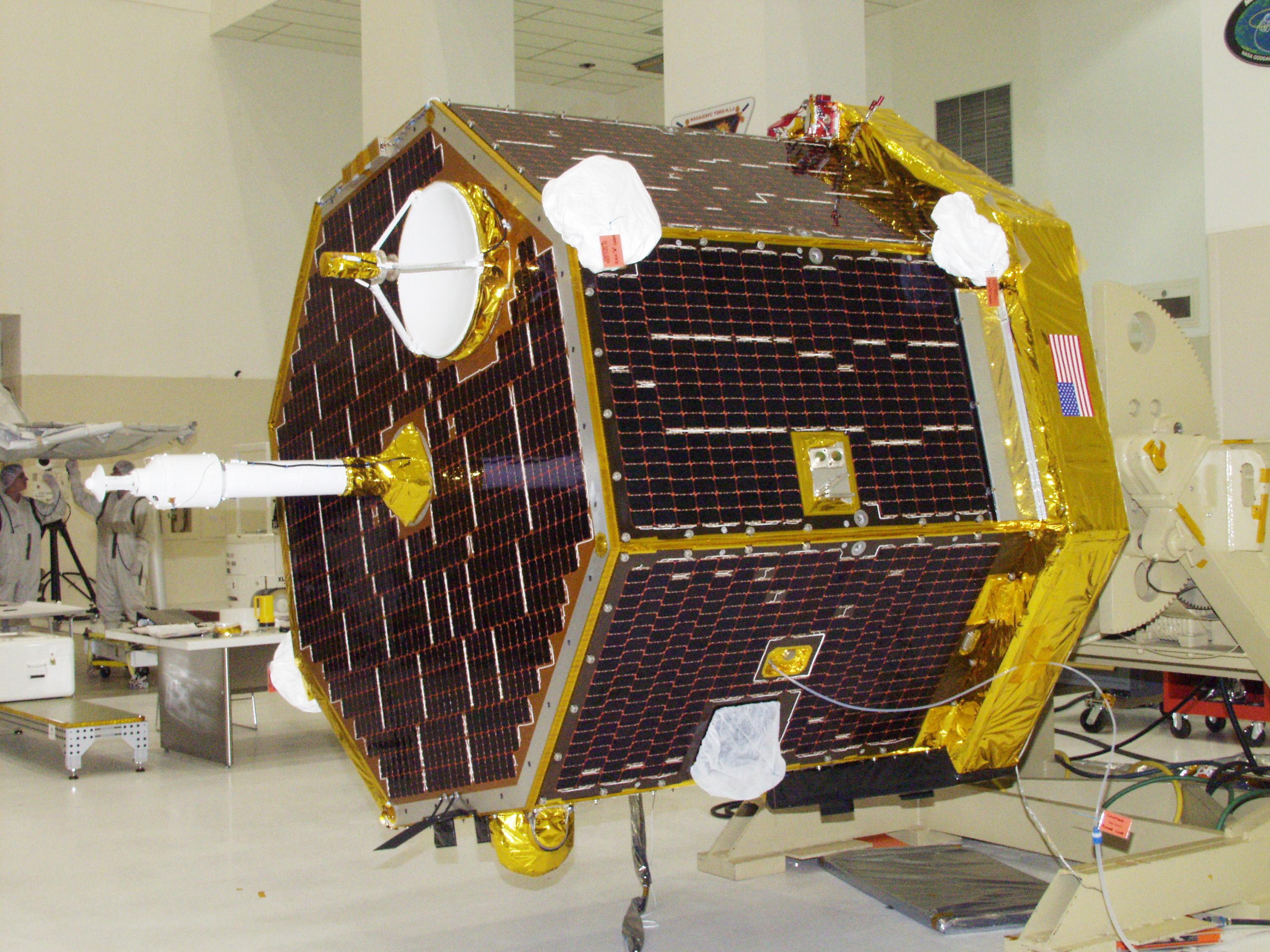
2002年5月在肯尼迪航天中心准备发射的“轮廓号”探测器。

### 设计与建造
“轮廓号”探测器是由约翰·霍普金斯大学应用物理实验室建造，其外形呈八角柱状，高 2.1米(6.9英尺)、长1.8米(5.9英尺)，发射时含燃料总质量为398千克(877磅)，但不包括任务发射阶段所连接的“恒星-30号”助推火箭的377千克质量。该探测器的前方正面安装了一层25厘米(9.8英寸)厚的“惠普尔护盾”(whipple shield)，类似于星尘号上所用的防护罩，设计有四层陶瓷纤维布和七层凯夫拉。建造防护罩的目的是让探测器能承受恩克彗星和施瓦斯曼-瓦奇曼3号彗星分别以28.2公里/秒和14公里/秒的高速飞行。
在这两颗彗星上，探测器将受到大量彗核所喷出粒子的撞击。尽管任务科学家预测，在与恩克和施瓦斯曼-瓦奇曼3号彗星交会中，探测器不会受到重大损伤，但在航天器建造过程中，还是对护盾及其原型进行了大量测试，其中一次是用尼龙粒子向护盾原型射击。早期测试的结果能使任务规划人员确定“轮廓号”在经过目标彗星时应确保的安全距离，探测器上四台科研仪器中有三台被嵌入在这层隔热罩内。
 

### 探测器子系统

#### 电源
“轮廓号”的电能来自安装在探测器侧面和后部能产生670瓦电力的太阳能电池板，另，探测器上还安装有一组镍镉电池，可在太阳能电池系统出现故障或无法为探测器或其它仪器提供足够电力时使用，该组电池的续航时间可达9安培小时。

### 科研仪器
- CIDA

彗星撞击尘埃分析仪(CIDA)
- CRISP

轮廓号遥感成像/光谱仪(CRISP)
- CAI

轮廓号 Aft 成像仪(CAI)，也称为轮廓号前置成像仪(CFI)
- NGIMS

中性气体离子质谱仪(NGIMS)

## 任务

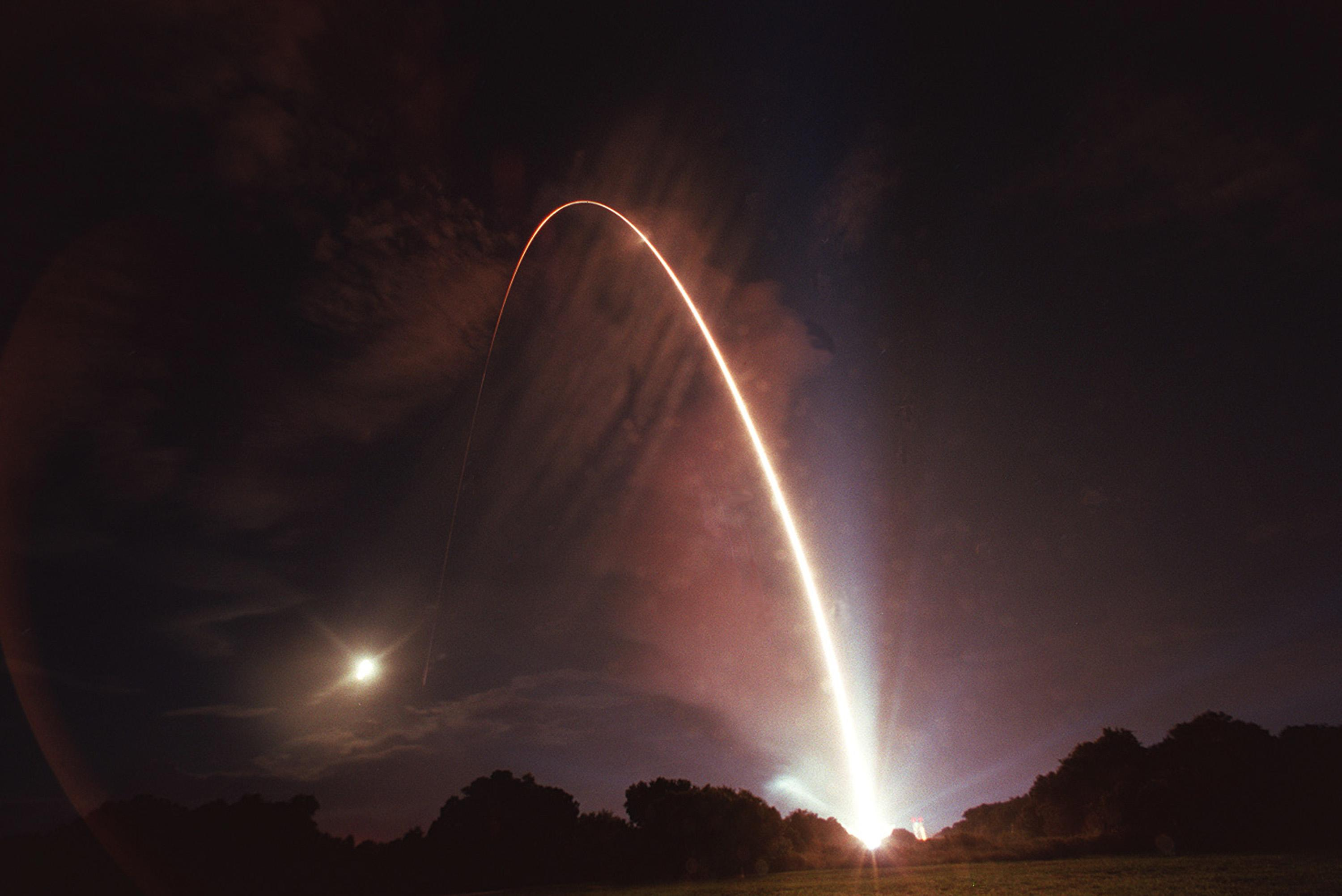
2002年7月3日卡纳维拉尔角发射“轮廓号”时的长曝光照片。

2002年7月3日，协调世界时6时47分41秒(美国东部时间凌晨2时47分41秒)，轮廓号搭载在德尔塔 7425型火箭(一种德尔塔IILite 型运载火箭，带有四只捆绑式固体火箭助推器和"恒星-27号"第三级火箭)从卡纳维拉尔角空军基地发射升空。它被送入一个运行周期5.5天的高远地点地球轨道，经过一系列的轨道修正后，2002年8月15日，恒星-30固体火箭发动机开始执行轨道注入机动，以便将轮廓号送入2003年8月15日飞越地球的轨道上，然后再于2003年11月12日以相距100至160公里的距离，与恩克彗星相遇，飞越速度为28.2公里/秒，与太阳相距1.07个天文单位，距地球0.27个天文单位。但在2002年8月的注入机动中，探测器失踪了。
接下来还会飞越三次地球，分别在 2004年8月14日、2005年2月10日和2006年2月10日。2006年6月18日，轮廓号将以14公里/秒的速度交会施瓦斯曼-瓦赫曼3号彗星，距离太阳0.95个天文单位，距地球0.33个天文单位。2007年2月和2008年又规划了两次飞越地球的飞行，2008年8月16日可能会飞越一次德亚瑞司特彗星，相对速度为11.8公里/秒，距太阳1.35个天文单位，距地球0.36个天文单位。所有飞越的最近相遇距离大约都为100公里左右，并且会发生在每颗彗星的最大活动期附近。与恩克彗星交会后，如果发现一颗具有所需特征的彗星(例如，活跃、亮度大于绝对星等10，近日点在1.5个天文单位以内)，轮廓号可能会被重新定位到这一颗新的彗星。

## 故障调查
根据美国宇航局的说法：“调查委员会的结论是，这次事故最有可能的原因是由于固体火箭发动机燃烧过程中的喷流加热导致的探测器结构故障。确定的其他但不太可能的原因还有固体火箭发动机爆炸、太空碎片碰撞以及探测器姿态失控”

## 提议重飞
轮廓号失踪后，提出了一艘替代探测器-轮廓2号，计划于2006年发射，然而，这一替代方案最终并没有实现。

## 另请参阅
- 罗塞塔号，欧空局于2004年发射的一艘进入绕67P/丘留莫夫-格拉西缅科彗星轨道飞行的探测器。